# Айргетмар
Айргетмар — (ірл. — Airgetmar)  — верховний король Ірландії (за середньовічною ірландською історичною традицією). Час правління: 570—547 до н. е. (згідно «Історії Ірландії» (ірл. — Foras Feasa ar Éirinn) Джеффрі Кітінга) або 778—748 до н. е. (згідно хроніки Чотирьох Майстрів). Син Сірлама (ірл. — Sirlám) — верховного короля Ірландії. Його ім'я «айргетмар» можна перекласти як «вітер, що так приходить».
«Книга захоплень Ірландії» (ірл. — Lebor Gabála Érenn) повідомляє, що під час правління верховного короля Айліля Фінна Айргетмар вбив Фіаху Толграха в бою. Але після цього він був змішений піти у вигнання — плисти за море, імовірно, в Британію. До цього його змусили син Айліля Еоху та Лугайд — син Еоху Фіадмуйне опираючись на воїнів королівства Мюнстер. Айргетмар сім років був у вигнанні і фактично поза законом. Потім повернувся з вигнання і вбив Айліля Фінна за допомогою Дуї Ладраха. Але королем став Еоху мак Айлелла — син Айліля Фінна. Але незабаром Айргетмар та Дуї Ладрах вбили Еоху мак Айлелла і Айргетмар став верховним королем Ірландії.
Джеффрі Кітінг наводить зовсім іншу історію. Еоху мак Айлелла переміг Айргетмара і уклав союз з його спільником Дуї Ладрахом. Але під час переговорів Дуї Ладрах підступно вбив Еоху мак Айлелла і трон зайняв Айргетмар.
Айргетмар правив Ірландією протягом 30 років (відповідно до «Книги захоплень Ірландії» та хронічки Чоторбох Майстрів) або протягом 38 років (згідно «Історії Ірландії» Джеффрі Кітінга). Був вбитий Дуї Ладрахом та сином Еоху мак Айлелла — Лугайдом Лайгдехом. Дуї Ладрах, що таким чиноом взяв участь у вбивсті чотирьох верховних королів Ірландії зайняв трон.
«Книга захоплень Ірландії» синхронізує час його правління з часом правління Артаксеркса III в Персії (358—338 до н. е.), що сумнівно.